# Liste der denkmalgeschützten Objekte in Frýdlant
Grundlage dieser Liste der denkmalgeschützten Objekte in Frýdlant ist die ÚSKP-Liste (Ústřední seznam kulturních památek České republiky, deutsch Zentrale Liste der Kulturdenkmäler der Tschechischen Republik), die von der tschechischen Denkmalschutzbehörde NPÚ (Národní památkový ústav, deutsch Nationale Denkmalbehörde) seit 1987 geführt wird und an die seit dem Jahr 1850 geschaffenen Listen anschließt.

## Denkmalgeschützte Objekte in Frýdlant nach Ortsteilen

### Frýdlant(Friedland im Isergebirge)
Das Zentrum der Stadt ist 1992 zu einer städtischen Denkmalzone erklärt worden.
| Lage                                                                        | Objekt                                               | Beschreibung | ÚSKP-Nr.                  | Bild                                                 |
| --------------------------------------------------------------------------- | ---------------------------------------------------- | --- | ------------------------- | ---------------------------------------------------- |
| Frýdlant (Standort)                                                         | Befestigungsmauer mit Bastion                        | Stadtbefestigung – Befestigungsmauer mit Bastion. Mauer mit Toren, Pforten, Resten prismatischer Türme und der Südwand der Kapelle an der Kreuzkirche. Die Stadtbefestigung von Friedland, errichtet in der Mitte des 14. Jhs. aus Basalt, ist teilweise noch als freistehendes Mauerwerk erhalten bzw. es wurde als Mauerwerk in spätere Bauten integriert. Die Türme wurden im 16./17. Jh. rekonstruiert. Abriss der Tore: Unteres Tor 1831, Oberes Tor 1847 und Neues Tor (von 1792) im Jahr 1947. | 43796/5-4233 Info Katalog | weitere Bilder                                       |
| Frýdlant, náměstí T. G. Masaryka 2, Kostelní (Standort)                     | Stadthaus                                            | Stadthaus. Das Haus „Na panské zvůli“ stammt aus dem 16./17. Jh., besitzt einen gotischen Kern und erhielt nach dem Brand der Stadt 1797 sein heutiges klassizistisches Aussehen. | 32936/5-4222 Info Katalog | weitere Bilder                                       |
| Frýdlant, náměstí T. G. Masaryka 3 (Standort)                               | Stadthaus                                            | Stadthaus. Das Haus wurde vermutlich nach dem Brand der Stadt im Jahr 1572 errichtet und nach dem folgenden Brand der Stadt im Jahre 1797 im Stil des Klassizismus wiederaufgebaut. | 15269/5-4223 Info Katalog | weitere Bilder                                       |
| Frýdlant, Sv. Čecha 4, náměstí T. G. Masaryka (Standort)                    | Eckhaus                                              | Eckhaus aus den 1880er Jahren, umgebaut 1905, jetzt Gebäude die Stadtbibliothek. | 50150/5-5867 Info Katalog | Eckhaus                                              |
| Frýdlant, náměstí T. G. Masaryka 37 (Standort)                              | Rathaus                                              | Neues Rathaus – 1896, nach Entwürfen des Wiener Architekten Franz von Neumann (1844–1905) mit Elementen der norddeutschen Renaissance errichtet, ersetzte das alte Rathaus von 1532. | 43962/5-5246 Info Katalog | weitere Bilder                                       |
| Frýdlant, Havlíčkova 41, náměstí T. G. Masaryka (Standort)                  | Eckhaus                                              | Eckhaus – spätbarockes Gebäude vom Ende des 18. Jhs. | 13928/5-4267 Info Katalog | Eckhaus                                              |
| Frýdlant, Havlíčkova 42 (Standort)                                          | Stadthaus                                            | Stadthaus – vermutlich aus der zweiten Hälfte des 18. Jhs., später im klassizistischen Stil umgebaut, Fassade mit Jugendstilelementen. | 22303/5-4268 Info Katalog | Stadthaus                                            |
| Frýdlant, Havlíčkova 43 (Standort)                                          | Stadthaus                                            | Stadthaus – vermutlich aus der Wende des 18. zum 19. Jh., in den 1880er Jahren umgebaut. | 24160/5-4269 Info Katalog | Stadthaus                                            |
| Frýdlant, náměstí T. G. Masaryka 104 (Standort)                             | Stadthaus                                            | Stadthaus – urspr. barocker Bau, 1808 Umbau im Stil des Klassizismus, jetzt von der orthodoxen Kirche genutzt. | 36715/5-4232 Info Katalog | weitere Bilder                                       |
| Frýdlant, náměstí T. G. Masaryka 102 (Standort)                             | Stadthaus                                            | Stadthaus, erbaut in der zweiten Hälfte des 17. Jahrhunderts | 33310/5-4231 Info Katalog | weitere Bilder                                       |
| Frýdlant, náměstí T. G. Masaryka 72, ČSA (Standort)                         | Stadthaus                                            | Barockes Stadthaus, errichtet nach dem Brand der Stadt im Jahre 1797 im klassizistischen Stil, mit Resten von Stuckverzierungen. | 16292/5-4229 Info Katalog | Stadthaus                                            |
| Frýdlant, náměstí T. G. Masaryka 73 (Standort)                              | Stadthaus                                            | Stadthaus, urspr. ein Renaissance-Haus, zwischen 1774 und 1791 erhielt es sein heutiges klassizistisches Aussehen, der linke Teil wurde erst 1889 im Stil des Historismus errichtet. | 24917/5-4230 Info Katalog | Stadthaus                                            |
| Frýdlant, Děkanská 74 (Standort)                                            | Stadthaus                                            | Stadthaus, mit klassizistischem Aussehen, nach dem Brand der Stadt von 1797 errichtet. | 28599/5-4228 Info Katalog | Stadthaus                                            |
| Frýdlant, Děkanská 75 (Standort)                                            | Stadthaus                                            | Stadthaus, vermutlich nach dem Brand der Stadt im Jahre 1797 errichtet, mit wertvollem Eingangsportal | 25552/5-4257 Info Katalog | weitere Bilder                                       |
| Frýdlant, Děkanská 90 (Standort)                                            | Stadthaus                                            | Stadthaus stammt vermutlich aus der Zeit des Spätbarock | 19440/5-4258 Info Katalog | Stadthaus                                            |
| Frýdlant, náměstí T. G. Masaryka 91, Děkanská (Standort)                    | Stadthaus                                            | Stadthaus, urspr. Barockbau wurde nach dem Stadtbrand 1797 im klassizistischen Stil umgebaut | 33096/5-4227 Info Katalog | weitere Bilder                                       |
| Frýdlant, náměstí T. G. Masaryka 92, 93 (Standort)                          | Hotel Bílý kůň (Hotel „Weißes Pferd“)                | Stadthaus – Hotel Bílý kůň, Doppelhaus Nr. 92 und 93, das linke Haus mit dem Relief eines Pferdes hervorgehoben | 21486/5-4224 Info Katalog | weitere Bilder                                       |
| Frýdlant, náměstí T. G. Masaryka 94 (Standort)                              | Stadthaus                                            | Stadthaus, Wiederaufbau nach dem Stadtbrand von 1797, jetzt Apotheke | 46310/5-4225 Info Katalog | weitere Bilder                                       |
| Frýdlant, náměstí T. G. Masaryka 95, Kostelní (Standort)                    | Stadthaus                                            | Stadthaus, das frühere Gasthaus „U Černého koně“ (Zum Schwarzen Pferd) erhielt sein klassizistisches Aussehen, nach dem Stadtbrand von 1797. | 30964/5-4226 Info Katalog | weitere Bilder                                       |
| Frýdlant, Kostelní 14 (Standort)                                            | Wohnhaus                                             | spätbarockes Wohnhaus | 16327/5-4256 Info Katalog | Wohnhaus                                             |
| Frýdlant, Kostelní 15 (Standort)                                            | Stadthaus                                            | Stadthaus, klassizistischer Bau aus der zweiten Hälfte des 18. Jhs., Umbau am Anfang der 1930er Jahre zu einem Gasthaus. | 23333/5-4255 Info Katalog | Stadthaus                                            |
| Frýdlant, Kostelní 11 (Standort)                                            | Stadthaus                                            | Stadthaus, spätklassizistischer Bau, vermutlich aus der ersten Hälfte des 19. Jhs. | 21508/5-4254 Info Katalog | weitere Bilder                                       |
| Frýdlant, Děkanská 85, Kostelní (Standort)                                  | Kirche der Auffindung des hl. Kreuzes mit Pfarrhaus  | Ehem. Dekanatskirche der Auffindung des hl. Kreuzes (Kostel Nalezení sv. Kříže) – Renaissance-Kirchenkomplex von 1551 mit Pfarrhaus (Dekanat Nr. 85), Bauernhaus (Wirtschaftsgebäude), Kreuzweg und Umfassungsmauer, Kapelle Christi im Kerker, der Statue der hl. Helena und der Mariensäule. Dazu die Epitaphien für Hieronymus Freiherr von Bieberstein († 1549), Johann Freiherr von Bieberstein († 1550) und Christoph von Bieberstein († 1566) und die Gruftkapelle der Familie von Redern, errichtet zwischen 1605 und 1610 vom Breslauer Bildhauer Gerhard Heinrich.                                                 | 20852/5-4253 Info Katalog | weitere Bilder                                       |
| Frýdlant, Mezibranská 20 (Standort)                                         | Salzhaus (Solnice)                                   | Salzhaus des ehemaligen Klosters nahe der Festungsmauer, vermutlich mit kleinerem Grundriss, urspr. war es ein Renaissancebau, später ein Barockgebäude, am Ende des 18. Jhs. Umbau in klassizistischen Formen. | 41307/5-4767 Info Katalog | weitere Bilder                                       |
| Frýdlant, Sv. Čecha 23, Mezibranská (Standort)                              | Eckhaus                                              | Eckhaus – klassizistisches Gebäude, errichtet nach dem Stadtbrand 1797 | 38564/5-4252 Info Katalog | weitere Bilder                                       |
| Frýdlant, Sv. Čecha 24 (Standort)                                           | Stadthaus                                            | Klassizistisches Stadthaus | 30274/5-4251 Info Katalog | weitere Bilder                                       |
| Frýdlant, Sv. Čecha 27 (Standort)                                           | Stadthaus                                            | Stadthaus, errichtet im letzten Drittel des 18. Jhs., wertvolles Eingangsportal mit Initialen verziert und auf 1784 datiert. | 22928/5-4249 Info Katalog | weitere Bilder                                       |
| Frýdlant, Míru 36 (Standort)                                                | Stadthaus                                            | Stadthaus – urspr. Barockhaus, um 1800 klassizistisch umgebaut, grenzt direkt an das Rathaus, in den 1980er und 1990er Jahren wurden die Fachwerkelemente durch Mauerwerk ersetzt. | 18922/5-4245 Info Katalog | Stadthaus                                            |
| Frýdlant, Míru 1400 (Standort)                                              | Stadthaus                                            | spätklassizistischer Bau, wurde vermutlich nach 1831 an der Stelle des abgerissenen unteren Stadttors erbaut, das Gebäude diente als Laden mit Fabrik. | 46913/5-4246 Info Katalog | Stadthaus                                            |
| Frýdlant, Okružní, südlich der Feuerwehrstation (Standort)                  | Pieta-Skulptur                                       | Pieta-Skulptur, spätbarocke Sandsteinskulptur | 36957/5-4242 Info Katalog | weitere Bilder                                       |
| Frýdlant, Míru 176 (Standort)                                               | Spital                                               | ehem. Spätrenaissance-Spital, errichtet 1607 durch Katharina von Redern außerhalb der Stadtmauern, heutiges klassizistisches Aussehen nach dem Brand von 1797, jetzt Stadtmuseum. | 28732/5-4244 Info Katalog | weitere Bilder                                       |
| Frýdlant, Kodešova 252 (Standort)                                           | Vorstadthaus                                         | Vorstadthaus – Fachwerkhaus aus der ersten Hälfte des 19. Jhs., die Fassade des Hauses ist mit Schiefer versehen, deren Ornamente werden durch die spätere mehrfarbige Bemalung verstärkt. | 11703/5-4264 Info Katalog | Vorstadthaus                                         |
| Frýdlant, Mládeže 907 (Standort)                                            | Villa Glück                                          | Areal der Villa Samuel Glück, als Wohnsitz und Anwaltskanzlei 1909/10 nach einem Entwurf von Rudolf Bitzan vom Baumeister Rudolf Hampel errichtet. | 101244 Info Katalog       | Villa Glück                                          |
| Frýdlant, Husova 609 (Standort)                                             | Wohnhaus                                             | Wohnhaus, errichtet in den 1860er Jahren | 25082/5-4266 Info Katalog | Wohnhaus                                             |
| Frýdlant, Husova 355, Zahradní (Standort)                                   | Wohnhaus                                             | Wohnhaus | 32097/5-4263 Info Katalog | Wohnhaus                                             |
| Frýdlant, Zahradní 356 (Standort)                                           | Bauernhaus mit Weihnachtskrippe „Frýdlantský betlém“ | Bauernhaus, errichtet vor 1843, ausgestellt wird die 4,15 × 2 m große Weihnachtskrippe „Frýdlantský betlém“, hergestellt von Gustav Simon (1873–1953), die 130 bewegliche und 50 statische Figuren enthält. | 102578 Info Katalog       | Bauernhaus mit Weihnachtskrippe „Frýdlantský betlém“ |
| Frýdlant, ČSA 66, 67 (Standort)                                             | Stadthaus, ehem. Post                                | Stadthaus – Doppelhaus, ehem. Postgebäude, Mitte des 19. Jhs. errichtet, die östliche Begrenzung ist Teil der Stadtbefestigung. | 29349/5-4261 Info Katalog | weitere Bilder                                       |
| Frýdlant, ČSA 388, Hrnčířské náměstí (Standort)                             | Eckhaus                                              | Eckhaus aus der ersten Hälfte des 19. Jhs., mit Holzgalerie im ersten Stock, westlich an die Stadtbefestigung angrenzend. | 34966/5-4260 Info Katalog | weitere Bilder                                       |
| Frýdlant, ČSA 393 (Standort)                                                | Ehem. Volkshaus                                      | ehem. Gasthaus, genannt Volkshaus, stammt vermutlich aus dem zweiten Viertel des 19. Jhs., im Innenhof ein separates Gebäude (1871) mit Gesellschaftssaal. | 30034/5-4259 Info Katalog | weitere Bilder                                       |
| Frýdlant, Vrchlického 881 (Standort)                                        | Christus-Erlöser-Kirche (Hussitenkirche)             | Ehem. Christus-Erlöser-Kirche, errichtet als evangelische Kirche (1902/03) nach dem Entwurf des Bonner Architekten Julius Rolffs (1868–1946) vom Friedländer Bauunternehmen Appelt & Hampel, seit 1945 Sitz der Tschechoslowakischen Hussitischen Kirche. | 100017 Info Katalog       | weitere Bilder                                       |
| Frýdlant, Vrchlického 945 (Standort)                                        | Pfarrhaus                                            | Pfarrhaus der Christus-Erlöser-Kirche, liegt östlich der Kirche, im südlichen erhöhten Teil der Stadt, erbaut 1912 vom Bonner Architekten Julius Rolffs. | 100018 Info Katalog       | Pfarrhaus                                            |
| Frýdlant, Zámecká 434 (Standort)                                            | Stadthaus                                            | klassizistisches Stadthaus (1815) mit Dreiecksgiebel | 43797/5-4235 Info Katalog | Stadthaus                                            |
| Frýdlant, Zámecká 447, Mlýnská (Standort)                                   | Wohnhaus                                             | klassizistisches Wohnhaus, vermutlich aus dem ersten Drittel des 19. Jhs. | 32287/5-4239 Info Katalog | Wohnhaus                                             |
| Frýdlant, Zámecká 437 (Standort)                                            | Stadthaus                                            | Stadthau, urspr. ein Fachwerkhaus | 38494/5-4234 Info Katalog | Stadthaus                                            |
| Frýdlant, Zámecká 444 (Standort)                                            | Fachwerkhaus                                         | Fachwerkhaus | 36298/5-4240 Info Katalog | Fachwerkhaus                                         |
| Frýdlant, Zámecká 4028 (Standort)                                           | Wohnhaus                                             | Wohnhaus, vermutlich um 1800 errichtet, künstlerisch gestaltetes Eingangsportal ist mit Lorbeer-Girlande zwei Löwenköpfen | 19804/5-4236 Info Katalog | Wohnhaus                                             |
| Frýdlant, Zámecká 619 (Standort)                                            | Wohnhaus                                             | spätklassizistische Wohnhaus mit der Umfassungsmauer, erbaut nach 1850, urspr. Sitz der Forstverwaltung, Mittelrisalit mit Dreiecksgiebel und einem Lünettenfenster | 19663/5-4241 Info Katalog | Wohnhaus                                             |
| Frýdlant, Zámecká 442 (Standort)                                            | Wohnhaus                                             | Klassizistisches Wohnhaus, erbaut um 1800 | 32888/5-4238 Info Katalog | Wohnhaus                                             |
| Frýdlant, Zámecká 441 (Standort)                                            | Wohnhaus                                             | Klassizistisches Wohnhaus | 37232/5-4237 Info Katalog | Wohnhaus                                             |
| Frýdlant, Zámecká 4001, 4002, 4003, 4004, 4030, 4037, 4046, 4052 (Standort) | Schloss und Burg Frýdlant                            | Schloss und Burg Frýdlant – die urspr. auf einem Basaltfelsen gegründete frühgotische Burg wurde im 16. Jh. in ein Renaissanceschloss verwandelt, im Jahr 1801 wurde von den Besitzern, der Familie Clam-Gallas, ein Museum eröffnet, das jetzt älteste Burgmuseum in Mitteleuropa. - Burg Nr. 4002 - Schloss Nr. 4001 - Kastellanflügel des Schlosses - Schlossbefestung, Umfassungsmauer mit Tor - Wirtschaftsgebäude Nr. 4046 - Haus Nr. 4052 mit Zaun und gemauerten Säulen - Kaplanei Nr. 4037, jetzt Café - Park - Gebäude Nr. 4004 und 4030 - Altan I und II und Garten bei Nr. 4030 - Landwirtschaftsschule Nr. 4003 | 32155/5-4271 Info Katalog | weitere Bilder                                       |
| Frýdlant, Hejnická, Brücke an der Straße zum Schloss (Standort)             | Statue des Johannes von Nepomuk                      | Statue des Johannes von Nepomuk – barocke Sandsteinstatue auf einer Brücke über den Fluss Wittig (Směda) unterhalb der Burg Frýdlant in der Nähe der Brauerei. | 16908/5-4270 Info Katalog | weitere Bilder                                       |
| Frýdlant, Fügnerova 822 (Standort)                                          | Plumert-Villa                                        | Fachwerkvilla des Postbeamten Adalbert Plumert, errichtet 1898/99 von der Friedländer Baufirma Appelt & Hampel im Stil des Historismus, gelegen auf einem Hügel am nordöstlichen Stadtrand oberhalb der Eisenbahnlinie, nördlich der Straße nach Habartice (Ebersdorf). | 106303 Info Katalog       | weitere Bilder                                       |

### Albrechtice u Frýdlantu(Olbersdorf)
| Lage                                                            | Objekt       | Beschreibung | ÚSKP-Nr.                  | Bild           |
| --------------------------------------------------------------- | ------------ | --- | ------------------------- | -------------- |
| Albrechtice u Frýdlantu 1 (Standort)                            | Vorstadthaus | Vorstadthaus – mehrstöckiges Backsteingebäude mit Mansarddach (aus dem frühen 19. Jh.)                                                                  | 30926/5-4208 Info Katalog | Vorstadthaus   |
| Albrechtice u Frýdlantu, an der Straße nach Frýdlant (Standort) | Meilenstein  | Meilenstein aus Granit von 1833, als die Kaiserstraße von Reichenberg über Friedland nach Seidenberg fertiggestellt wurde, am südlichen Ende des Dorfes | 47196/5-4207 Info Katalog | weitere Bilder |

### Větrov(Ringenhain)
| Lage              | Objekt                         | Beschreibung | ÚSKP-Nr.                  | Bild           |
| ----------------- | ------------------------------ | --- | ------------------------- | -------------- |
| Větrov (Standort) | Kirche der hl. Maria Magdalena | Kirche der hl. Maria Magdalena – urspr. aus dem 13./14. Jh., Umbau zur spätbarocken Kirche                      | 25356/5-4272 Info Katalog | weitere Bilder |
| Větrov (Standort) | Statue der hl. Maria Magdalena | Statue der hl. Maria Magdalena – Sandsteinstatue, südlich des Dorfes Vetrov aus dem ersten Drittel des 19. Jhs. | 103220 Info Katalog       | weitere Bilder |